# Karnaq
Karnaq (persiska: كرنق, كَرنِه) är en ort i Iran.   Den ligger i provinsen Ardabil, i den nordvästra delen av landet, 300 km nordväst om huvudstaden Teheran. Karnaq ligger 1 493 meter över havet och antalet invånare är 216.
Terrängen runt Karnaq är kuperad västerut, men österut är den bergig. Runt Karnaq är det ganska glesbefolkat, med 38 invånare per kvadratkilometer. Närmaste större samhälle är Nesāz, 10,3 km väster om Karnaq. Trakten runt Karnaq består i huvudsak av gräsmarker.